# Föhnhalbinsel
Föhnhalbinsel är en udde i Antarktis. Den ligger i Östantarktis. Nya Zeeland gör anspråk på området.
Terrängen inåt land är huvudsakligen kuperad, men åt nordost är den platt. Havet är nära Föhnhalbinsel åt sydost. Trakten är glest befolkad. Närmaste befolkade plats är Enigma Lake Station, 15,3 kilometer norr om Föhnhalbinsel.